# Лукаш Будзилек
Лукаш Будзилек (пол. Łukasz Budziłek; нар. 6 липня 1990, Белхатів, Польща) — польський футболіст, воротар футбольної команди «Лехія» з міста Ґданськ.
22 жовтня 2015-го року був у заявці варшавської «Леґії» на гру з «Брюґґе», однак на полі не з'являвся.